# Gabunsaphanidus glabrum
Gabunsaphanidus glabrum là một loài bọ cánh cứng trong họ Cerambycidae.